# Dār os Salām
Dār os Salām (persiska: دار السلام) är en ort i Iran.   Den ligger i provinsen Khorasan, i den nordöstra delen av landet, 700 km öster om huvudstaden Teheran. Dār os Salām ligger 1 504 meter över havet och antalet invånare är 110.
Terrängen runt Dār os Salām är varierad.Runt Dār os Salām är det ganska tätbefolkat, med 56 invånare per kvadratkilometer. Närmaste större samhälle är Nīshābūr, 16,8 km väster om Dār os Salām. Omgivningarna runt Dār os Salām är i huvudsak ett öppet busklandskap.